# Missile Defense Agency

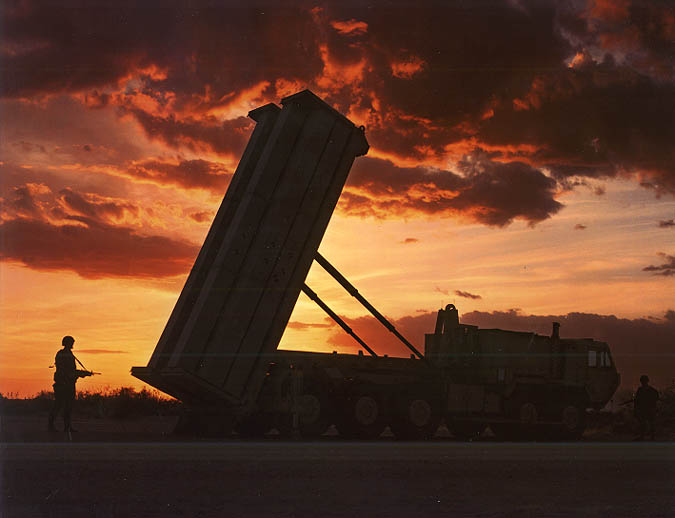
Lanceur du système de défense anti-missile THAAD.

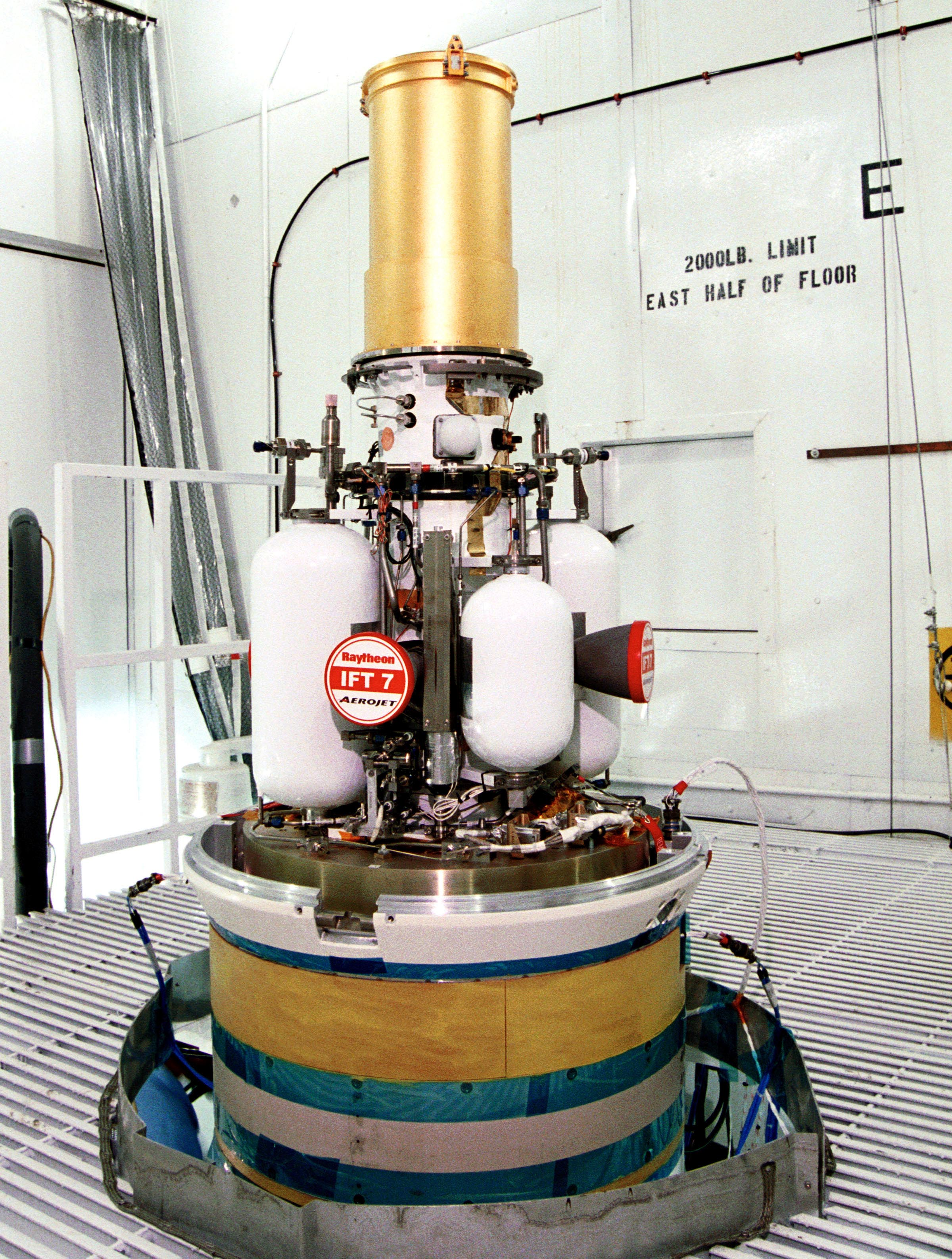
Charge utile de l'intercepteur Ground-Based Interceptor du système Ground-Based Midcourse Defense.

La Missile Defense Agency ou MDA est une agence du département de la Défense des États-Unis chargée de la conception et du développement du système de défense anti-missile balistique du pays. Le National missile defense regroupe des moyens de détection (radars, autres capteurs) et des batteries de missiles antibalistiques de type types pour pouvoir intercepter les missiles dans différentes phases de vol. L'objectif est de pouvoir protéger le territoire américain mais aussi des forces projetées à l'étranger ainsi que dans une certaine mesure des pays alliés d'une attaque par un nombre limité de missiles balistiques à courte, moyenne ou longue portée. L'agence MD est chargée de coordonner les recherches fondamentales et appliquées et tout ou partie du développement de plusieurs systèmes d'armes tels que le Patriot PAC-3, Ageis BMD (en), les projets THAAD, le Ground-Based Midcourse Defense ainsi que les projets Multiple Kill Vehicle, Kinetic Energy Interceptor. Elle est également responsable du déploiement opérationnel de ces systèmes. Le budget annuel de l'agence est depuis sa création en 2002 compris entre 7 et 9 milliards US$.   

## Historique
L'agence MDA a ses origines dans le lancement du programme d'Initiative de défense stratégique  mis sur pied par le président Reagan en 1983 dont l'objectif était de créer un bouclier anti-missiles balistiques. Ce programme très ambitieux était implémenté dans un premier temps entre plusieurs départements avant qu'un programme cohérent soit confié au  Strategic Defense Initiative Organization (SDIO), structure créée pour répondre à ce besoin. Le développement des technologies et la dissolution de l'Union soviétique qui entraine un changement dans les menaces entrainent des modifications dans, les objectifs du programme. Le SDIO devient en 1994 sous Bill Clinton le  Ballistic Missile Defense Organization (BMDO) puis en 2002 la Missile Defense Agency sous la présidence de George W. Bush.

## Objectifs du système de défense anti missiles balistiques américain
Les traités de non prolifération signés par les principaux pays détenteurs de missiles balistiques nucléaires sont en partie rendus caducs par le développement et le déploiement de missiles balistiques par des pays non signataires (Iran, Corée du Nord,...) qui souhaitent ainsi acquérir des capacités d'attaque à l'échelle régionale mais également seront capables à terme de lancer des attaques à longue distance. Le système de défense anti missiles balistiques américain a pour objectif de décourager ou de contrer ces nouvelles menaces visant à contraindre ou intimider les Etats-Unis lorsqu'elles touchent aussi bien le territoire national que d'autres régions du globe.     

## Éléments du système anti-missiles balistiques américain

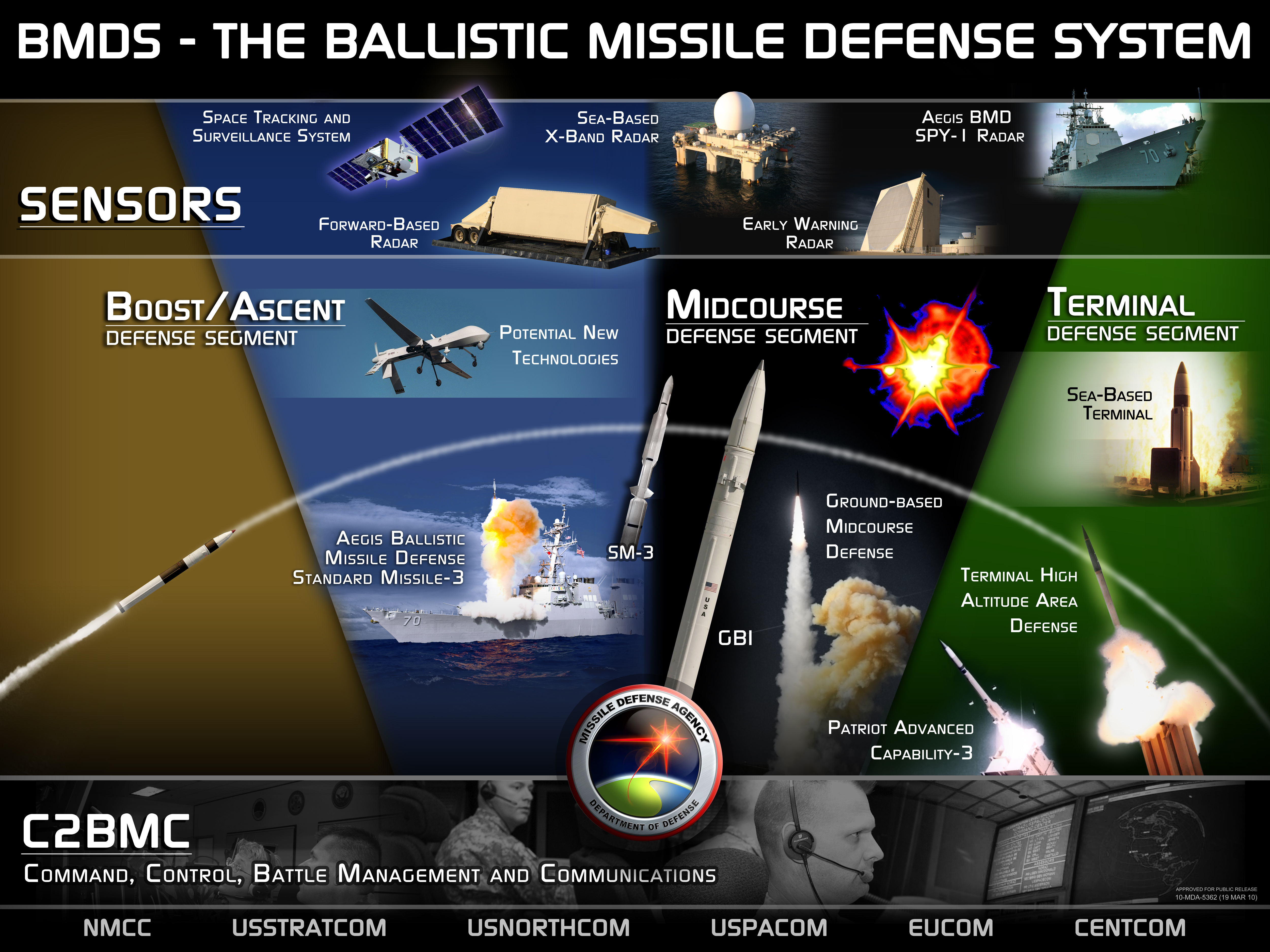
Schéma résumant les différents composants du système de défense antimissile des Etats-Unis au début des années 2020.

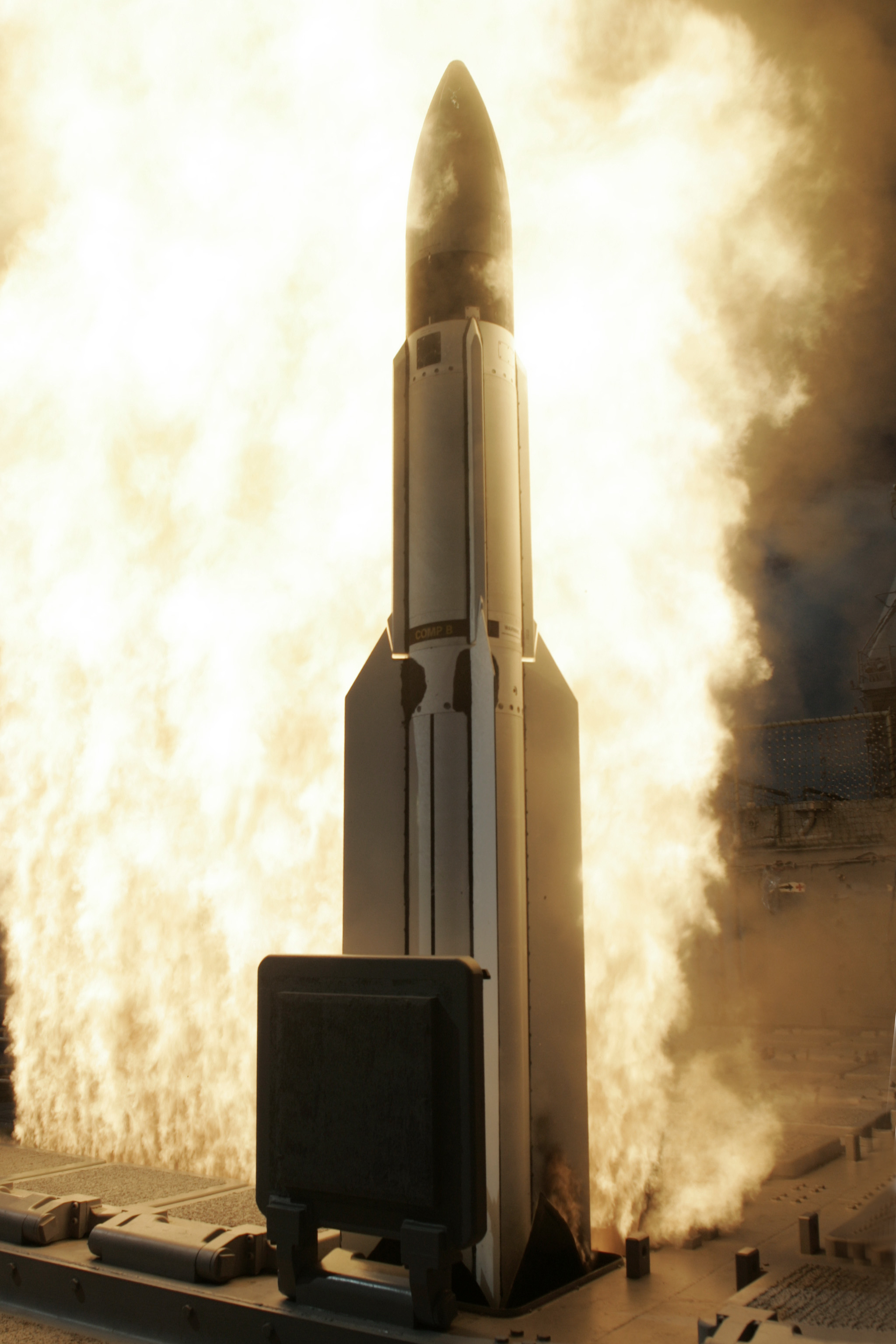
Lancement d'un missile Aegis SM-3 depuis le croiseur USS Lake Erie.

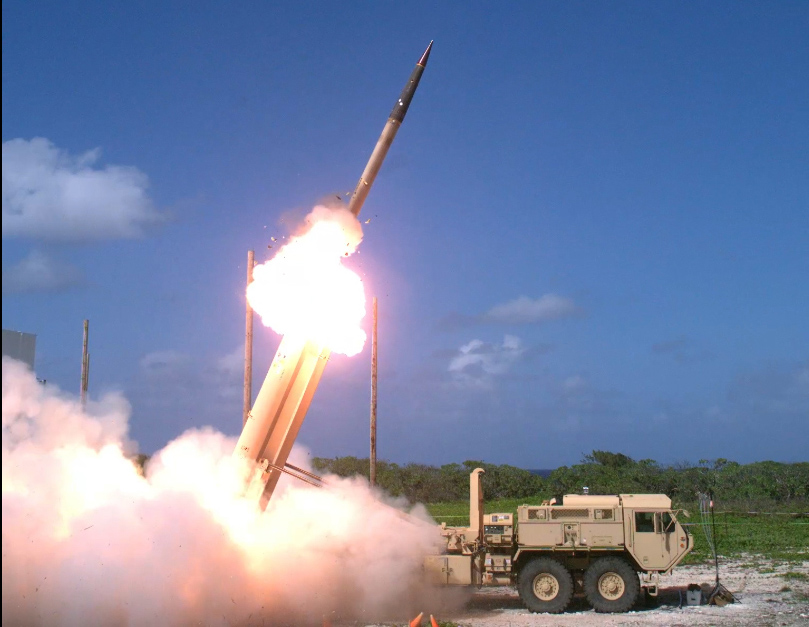
Lancement d'un intercepteur THAAD.

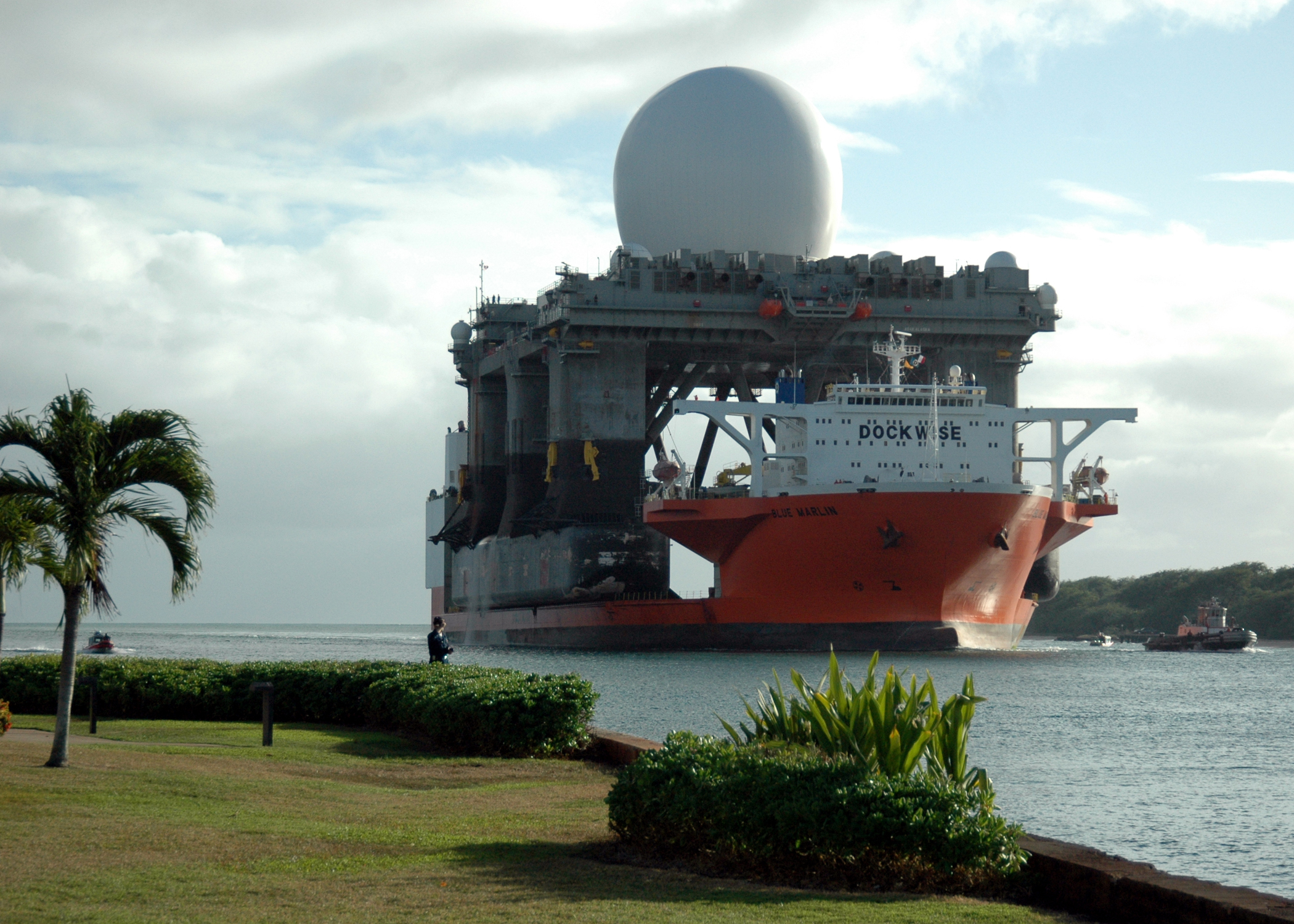
Radar Sea-based X-band Radar.

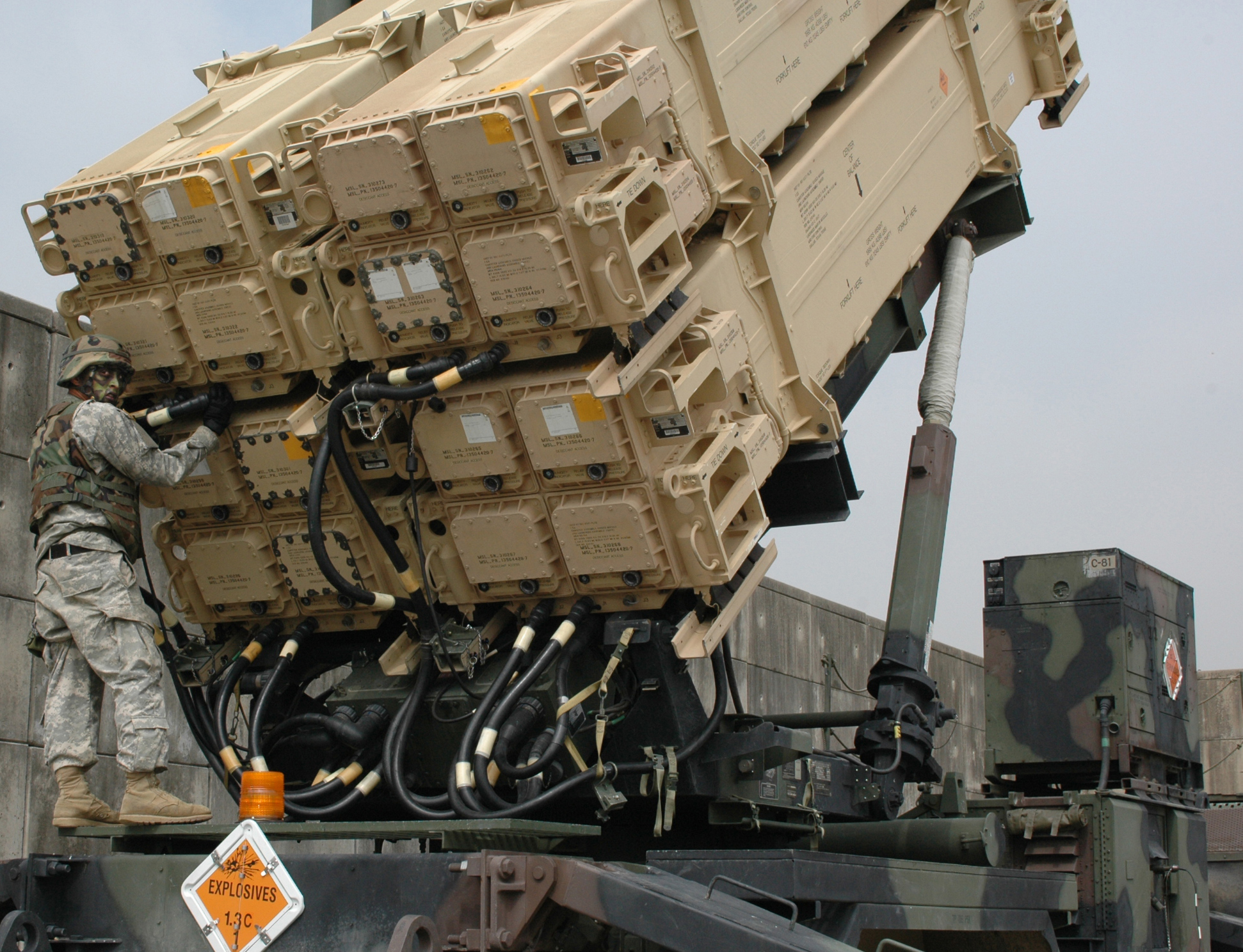
Version anti-missiles balistiques du Patriot.

Le système anti-missiles balistiques américain est conçu pour contrer les missiles de toute portée (courte, moyenne et longue), quelles que soient leur vitesse et leurs autres caractéristiques. Pour y parvenir le système de défense comprend plusieurs couches intégrées qui ensemble permettent d'abattre le missile dans plusieurs phases de son vol. L'architecture du système de défense comprend :
- Des capteurs en réseau basés sur Terre et dans l'espace ainsi des radars terrestres et basés en mer chargés de détecter et suivre les cibles du système de défense.
- Des intercepteurs (missiles) basés sur  Terre ou en mer chargés détruire le missile soit via un impact direct soit par une charge à fragmentation.
- Un réseau de contrôle, commande et gestion des communications qui fournit aux commandants des opérations les liaisons nécessaires avec les capteurs et les missiles anti-missiles.

De manière plus détaillée le système comprend :
- Le système de missiles anti-missiles Patriot PAC-3 qui est le plus avancé de ces systèmes et est déployé sur de multiples sites[3].
- Le Ground-Based Midcourse Defense (GMD) est un système de missiles anti-missiles pouvant intercepter des missiles à moyenne et longue portée à mi-course dans l'espace. 44 intercepteurs sont déployés sur la base de lancement de Vandenberg en Californie et à Fort Greely en  Alaska[4].
- le système de missiles anti-missiles en phase terminale THAAD est un système terrestre mobile capable d'intercepter un missile dans l'espace ou à haute altitude. Sept batteries sont déployées dans l'Armée américaine (471 intercepteurs) et d'autres batteries ont été vendues aux Émirats arabes unis (2) et à l'Arabie saoudite (47 batteries en cours de livraison)[5].
- Le système de missile Aegis BMD (en) est composé de missiles mer-air Aegis capables d'intercepter les missiles balistiques à mi-course (missile Aegis SM-3) ou en fin de trajectoire (missile Aegis SM-6). Début 2021 cinq croiseurs Ticonderoga, 37 destroyers de la classe Arleigh Burke sont équipés de ces missiles[6].
- Le système de missiles Aegis Ashore version terrestre du système Aegis mer-air. Un système est installé à Hawaï et deux batteries SM-3 sont déployées en Roumanie (depuis 2015) et en Pologne (2022)[7].
- Le Sea-based X-band Radar (radar marin en bande X) ou SBX-1 est une station radar à antenne active flottante et mobile
- Le radar Long Range Discrimination Radar (LRDR) situé à Clear Space Force Station en Alaska capable de détecter et de reconstituer la trajectoire des missiles[8].
- Les radars de l'Armée de l'Air Air Force Early Warning Radars (UEWR), situés à Beale Air Force Base (Californie), sur la base de l'armée de l'Air du Royaume-Uni de Fylingdales, et dans la Thule Air Basea au Groënland[9].
- Le radar Cobra Dane installé en Alaska a été modifié pour détecter les missiles et diriger les intercepteurs[10].
- Le radar mobile de type AN/TPY-2 est capable de détecter tout type de missile balistique et déterminer sa trajectoire. 12 radars de ce type ont été produits dont cinq sont déployés dans des pays alliés[11].
- Une composante spatiale constituée de deux satellites Space Tracking and Surveillance System placés sur une orbite basse en 2009. Avec leurs capteurs ils sont capable de détecter et suivre les missiles depuis leur lancement et de communiquer cette information aux systèmes anti-missiles. Leurs capacités ont été validées par des tirs de missiles réels en 2010 et 2011[12].
- Le Command and Control, Battle Management and Communications (C2BMC) est le programme permettant d'intégrer tous les composants du système de défense anti-missile (commandement, télécommunications, test,...)[13].
- Un réseau de capteurs infrarouges, le système Spacebased Kill Assessment (SKA) installés à bord de satellites commerciaux et chargés de détecter l'impact d'un missile anti-missile avec sa cible. Ces capteurs sont déjà déployés et ont fait l'objet de premiers tests[14].

## Missions de l'agence
La mission de l'agence est de développer et déployer un système anti-missiles balistiques multi-couches capable de défendre le territoire des États-Unis, ses forces militaires déployées à l'extérieur ainsi que les alliés et pays amis contre les attaques de missiles dans toutes les phases de vol. Dance ce but l'agence remplit les objectifs suivants :
- Démontrer par des tests les capacités de la défense anti-missiles
- Assurer le soutien des forces armées
- Réaliser le développement et la mise en service du système intégré de défense anti-missile à l'échelle régionale et nationale
- Rechercher la synergie entre les projets
- Optimiser les ressources disponibles
- Fournir un environnement favorable aux différents types de ressources humaines
- Mettre en œuvre la stratégie de sécurité nationale à travers la coopération internationale dans la défense anti-missiles
- Tirez parti de la créativité et de l'innovation des universités et des petites entreprises du pays.

## Activités

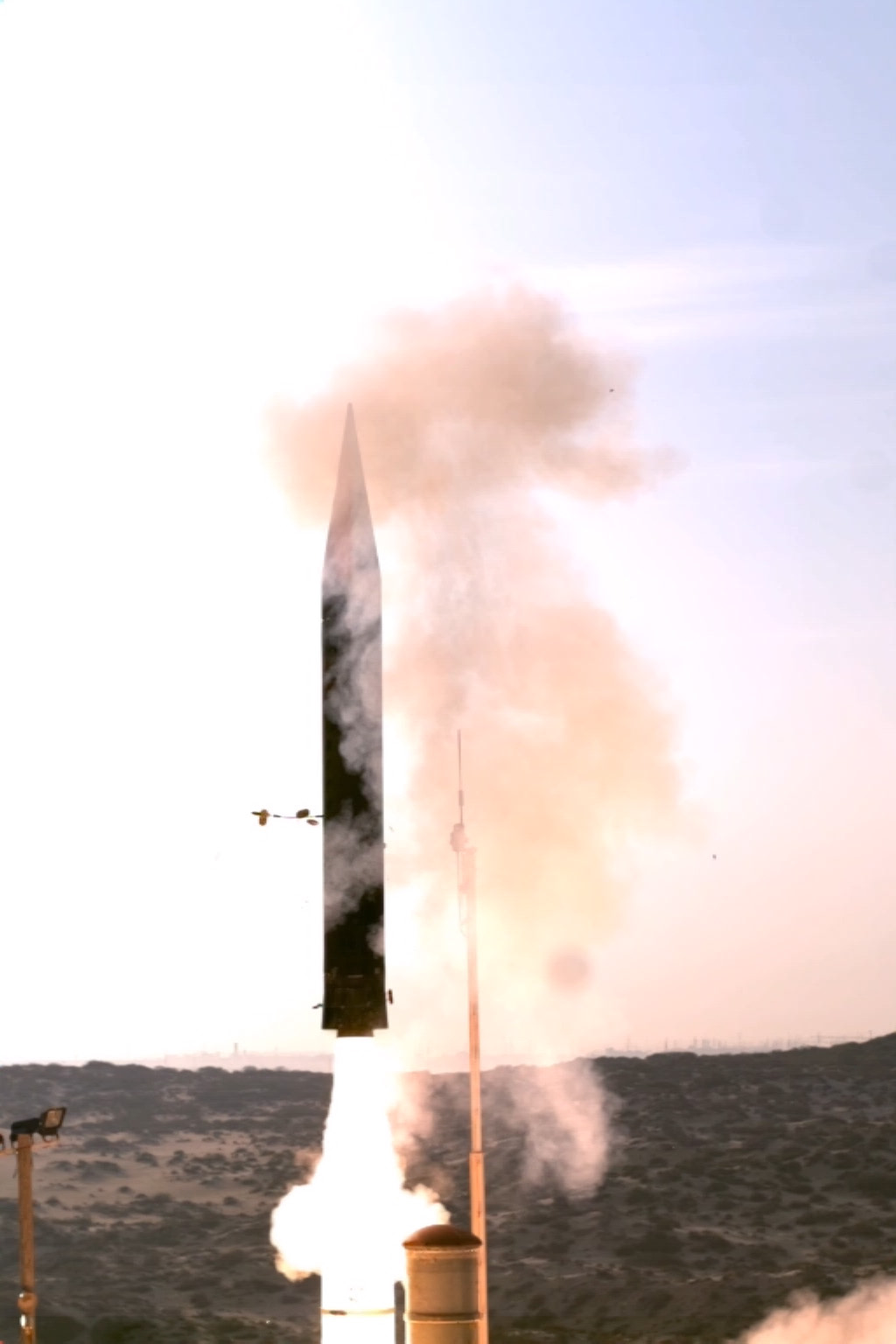
Missile anti-missile israélien Arrow-3.

En 2021 le budget de l'agence (9,2 milliards US$) se ventilait principalement entre les activités suivantes :
- Détection et contrôle 
  - Évolution et support des systèmes chargés de détecter, suivre, identifier et transmettre aux systèmes de défense les données sur les missiles attaquants (593 millions US$)
  - Fonctionnement et évolutions du radar Sea-based X-band Radar (118 millions US$)
  - Fonctionnement et évolutions du radar à longue porté LRDR (137 millions US$)
  - Fonctionnement autres radars (177 millions US$)
  - Évolution des logiciels des radars (282 millions US$)
  - Tests en vols de capteurs  (77 millions US$)
  - Tests de capteurs hébergés par des satellites commerciaux  (32 millions US$)
  - Maintenance des deux satellites Space Tracking and Surveillance System (STSS) qui contribuent à la mise au point des futurs capteurs du segment spatial du système de défense  (34 millions US$)
- Système de défense anti-missiles à mi-course Ground-Based Midcourse Defense (GMD
  - Développement du système de défense anti-missiles  GMD) (1004 millions US$.
  - Développement des intercepteurs NGI (664 millions US$).
  - Test en vol du système GMD   (67 millions US$).
  - Maintenance et fonctionnement du système GMD (158 millions US$).
- Système de défense anti-missiles balistiques mer-air Aegis SM-3 
  - Évolution du système Aegis (776 millions US$).
  - Amélioration de la défense du territoire national par le système Aegis (39 millions US$).
  - Modernisation, développement et test du système anti-missiles AEGIS basé à terre (Hawaï)  (57 millions US$).
  - Test du système Aegis SM-3  (171 millions US$).
- Système de défense contre les missiles en phase terminale (THAAD) 
  - Développement du système THAAD (274 millions US$).
  - Développement et test d'un prototype de missile THAAD pour la défense du territoire national (139 millions US$).
  - Test du système THAAD (8 millions US$).
  - Acquisition de 41 intercepteurs THAAD et mise à niveau des intercepteurs existants  (495 millions US$).
  - Maintenance du système THAAD (91 millions US$).
- Technologie, test du système
  - Défense contre les missiles de croisières hypersoniques (207 millions US$).
  - Mise au point et test de capteurs (67 millions US$).
  - Programmes de recherche et développement sur les technologies émergentes, ... (19 millions US$).
  - Technologies associées au Common Kill Vehicle (11 millions US$).
  - Évaluation des technologies émergences dans les différents secteurs : capteurs, armes à énergie dirigée, ... (15 millions US$).
  - Tests en vol, au sol, ... du système de défense anti-missile (378 millions US$).
- International
  - Partenariat avec le projet de défense anti-missile israélien Arrow (500 millions US$).